# Piero Piccioni
Piero Piccioni, também conhecido pelo pseudônimo Piero Morgan (Turim, 6 de dezembro de 1921 – Roma, 23 de julho de 2004), foi um pianista, maestro, compositor e organista italiano.
Ele é lembrado como um dos mais famosos autores de trilhas sonoras para o cinema italiano, especialmente no campo da commedia all'italiana, além de ter se envolvido no então famoso caso Montesi [it]. Ele tocou pela primeira vez no rádio em 1938 com sua big band 013, que foi a primeira banda de jazz italiana a ser transmitida na Itália após a queda do fascismo.

## Início da vida
Piero Piccioni nasceu em Turim, Piemonte. O nome de solteira de sua mãe era Marengo, daí seu pseudônimo Piero Morgan, que ele adotou até 1957.
Quando ele estava crescendo, seu pai Attilio Piccioni (um membro proeminente da Democracia Cristã com o governo italiano do pós-guerra), frequentemente o levava para ouvir concertos no EIAR Radio Studios em Florença. Tendo ouvido jazz durante sua infância (ele amava a música de Art Tatum e Charlie Parker) e frequentado estudos no Conservatório Luigi Cherubini, Piero Piccioni se tornou um músico.

## Carreira
Piccioni fez sua estreia no rádio aos 17 anos com sua big band 013 em 1938, mas só retornou ao ar após a libertação da Itália em 1944. Sua 013 foi a primeira banda de jazz italiana a ser transmitida na Itália após a queda do fascismo.
Ele foi influenciado no uso do jazz por compositores clássicos do século XX e filmes americanos. Diretores de quem ele gostava incluíam Frank Capra, Alfred Hitchcock, Billy Wilder e John Ford. Além disso, ele admirava o compositor de trilhas sonoras de filmes Alex North. Ele começou a escrever suas próprias canções e logo conseguiu que algumas de suas obras fossem publicadas pelas edições Carisch.
Piero Piccioni entrou em contato com o mundo do cinema em Roma durante os anos cinquenta, quando era um advogado praticante garantindo direitos de filmes para produtores italianos como Titanus e De Laurentiis. Durante esse tempo, Michelangelo Antonioni chamou Piccioni para fazer a trilha sonora de um documentário dirigido por Luigi Polidoro, um de seus aprendizes. A primeira trilha sonora de Piccioni para um longa-metragem foi Il mondo le condanna (1952), de Gianni Franciolini. Consequentemente, ele trocou a "toga" de advogado pela batuta de maestro. Desenvolveu relações de trabalho estreitas com os diretores Francesco Rosi e Alberto Sordi e estabeleceu fortes laços pessoais e profissionais com eles.
Muitos diretores procuraram Piero Piccioni para fazer a trilha sonora de seus filmes: Francesco Rosi, Mario Monicelli, Alberto Lattuada, Luigi Comencini, Luchino Visconti, Antonio Pietrangeli, Bernardo Bertolucci, Roberto Rossellini, Vittorio De Sica, Lina Wertmüller, Tinto Brass, Dino Risi e outros.
Suas trilhas sonoras incluem Il bell'Antonio, O Desprezo, La decima vittima, C'era una volta, The Deserter, The Light at the Edge of the World, Puppet on a Chain, Lucky Luciano, Camille 2000, Le Monache di Sant'Arcangelo, Travolti da un insolito destino nell'azzurro mare d'agosto, Cristo si è fermato a Eboli, Fighting Back e muitos filmes de Alberto Sordi. Ele é creditado com mais de 300 trilhas sonoras e composições para rádio, televisão, balés e orquestra. Entre seus vocalistas favoritos estavam a cantora de soul Shawn Robinson e Lydia MacDonald, nascida em Edimburgo.

## Prêmios e legado
Piccioni ganhou muitos prêmios de prestígio, incluindo o Prêmio David di Donatello pelo filme Travolti da un insolito destino nell'azzurro mare d'agosto (1975), o Prêmio Nastro d'argento pelo filme Salvatore Giuliano de Francesco Rosi (1963), o Prix International Lumière 1991, o Prêmio Anna Magnani 1975 e o Prêmio Vittorio De Sica 1979.
Sua música "Traffic Boom" foi apresentada como a música do filme fictício Logjammin' dentro de um filme em The Big Lebowski.
A música "It's Possible" de "Il Dio Sotto la Pelle" foi sampleada por Hollywood JB para "Jermaine's Interlude" de DJ Khaled em seu álbum Major Key com J Cole, bem como em Headshots (4r da Locals) de Isaiah Rashad e "Waiting On" de Lucki. Muitas outras amostras foram usadas de seu vasto corpo de trabalho nos últimos anos, especialmente de Camille 3000, Amore Mio Aiutami, Il Dio Sotto la Pelle, Anna Karenina (série de TV) e Colpo Rovente, entre outros.
Sua música é compilada em listas de reprodução em todas as plataformas e é amplamente sampleada pela comunidade lo-fi.
Em 1953, Piccioni foi falsamente implicado no caso Montesi [it], após uma conspiração projetada para forçar a renúncia de seu pai Attilio dos mais altos cargos do governo (ele era ministro das Relações Exteriores na época). Com base em informações duvidosas, jornalistas inventaram que ele estava presente, perto de uma vila perto de uma praia, onde uma garota foi encontrada afogada, supostamente após uma festa (que na verdade nunca aconteceu). Piccioni foi absolvido em Veneza em 1957, junto com outros, após longos julgamentos e tribulações, e seus acusadores foram eventualmente condenados por calúnia e calúnia. Até hoje, esse caso é conhecido na Itália como um dos primeiros eventos na história do pós-guerra em que "la macchina del fango" ou "máquina de lama" foi usada como meio de mudança de regime político.

## Morte
Piccioni morreu em Roma em 23 de julho de 2004 de causas desconhecidas.

## Filmografia
- Il mondo le condanna, dirigido por Gianni Franciolini (1953)
- La spiaggia, dirigido por Alberto Lattuada (1954)
- Guendalina, dirigido por Alberto Lattuada (1957)
- Belle ma povere, dirigido por Dino Risi (1957)
- La tempesta, dirigido por Alberto Lattuada (1958)
- I ragazzi dei Parioli, dirigido por Sergio Corbucci (1959)
- La notte brava, dirigido por Mauro Bolognini (1959)
- I tartassati, dirigido por Steno (1959)
- I magliari, dirigido por Francesco Rosi (1959)
- Il mondo di notte, dirigido por Luigi Vanzi (1960)
- Il bell'Antonio, dirigido por Mauro Bolognini (1960)
- Il gobbo, dirigido por Carlo Lizzani (1960)
- Adua e le compagne, dirigido por Antonio Pietrangeli (1960)
- L'impiegato, dirigido por Gianni Puccini (1960)
- Romolo e Remo, dirigido por Sergio Corbucci (1961)
- Salvatore Giuliano, dirigido por Francesco Rosi (1961)
- L'imprevisto, dirigido por Alberto Lattuada (1961)
- Il mondo di notte numero 2, dirigido por Gianni Proia (1961)
- Gioventù di notte, dirigido por Mario Sequi (1961)
- L'assassino, dirigido por Elio Petri (1961)
- La viaccia, dirigido por Mauro Bolognini (1961)
- Anni ruggenti, dirigido por Luigi Zampa (1962)
- La commare secca, dirigido por Bernardo Bertolucci (1962)
- I due marescialli, dirigido por Sergio Corbucci (1962)
- Lo smemorato di Collegno, dirigido por Sergio Corbucci (1962)
- Totò diabolicus, dirigido por Steno (1962)
- Il figlio di Spartacus, dirigido por Sergio Corbucci (1962)
- Anima nera, dirigido por Roberto Rossellini (1962)
- L'attico, dirigido por Gianni Puccini (1962)
- Una vita violenta, dirigido por Paolo Heusch e Brunello Rondi (1962)
- Senilità, dirigido por Mauro Bolognini (1962)
- La città prigioniera, dirigido por Joseph Anthony (1962)
- Il giorno più corto, dirigido por Sergio Corbucci (1963)
- Le mani sulla città, dirigido por Francesco Rosi (1963)
- Il boom, dirigido por Vittorio De Sica (1963)
- Il terrorista, dirigido por Gianfranco De Bosio (1963)
- La parmigiana, dirigido por Antonio Pietrangeli (1963)
- Chi lavora è perduto (In capo al mondo), dirigido por Tinto Brass (1963)
- Un tentativo sentimentale, dirigido por Massimo Franciosa e Pasquale Festa Campanile (1963)
- Il demonio, dirigido por Brunello Rondi (1963)
- La donna è una cosa meravigliosa, dirigido por Mauro Bolognini, Pino Zac e Shuntarō Tanikawa (1964)
- La fuga, dirigido por Paolo Spinola (1964)
- Il disco volante, dirigido por Tinto Brass (1964)
- Tre per una rapina, dirigido por Gianni Bongioanni (1964)
- Minnesota Clay, dirigido por Sergio Corbucci (1965)
- Io la conoscevo bene, dirigido por Antonio Pietrangeli (1965)
- Nude, calde e pure, dirigido por Lambert Santhe, Sergio Spina e Virgilio Sabel (1965)
- Il momento della verità, dirigido por Francesco Rosi (1965)
- I tre volti, dirigido por Michelangelo Antonioni, Mauro Bolognini e Franco Indovina (1965)
- La decima vittima, dirigido por Elio Petri (1965)
- Caccia alla volpe, dirigido por Vittorio De Sica (1966)
- Scusi, lei è favorevole o contrario?, dirigido por Alberto Sordi (1966)
- Fumo di Londra, dirigido por Alberto Sordi (1966)
- Il marito di Roberta, episodio di I nostri mariti, dirigido por Luigi Filippo D'Amico (1966)
- MMM 83 - Missione morte molo 83, dirigido por Sergio Bergonzelli (1966)
- Lo straniero, dirigido por Luchino Visconti (1967)
- C'era una volta, dirigido por Francesco Rosi (1967)
- Un italiano in America, dirigido por Alberto Sordi (1967)
- Qualcuno ha tradito, dirigido por Franco Prosperi (1967)
- Il medico della mutua, dirigido por Luigi Zampa (1968)
- Quel caldo maledetto giorno di fuoco, dirigido por Paolo Bianchini (1968)
- Le altre, dirigido por Alex Fallay (1969)
- Amore mio aiutami, dirigido por Alberto Sordi (1969)
- Toh, è morta la nonna!, dirigido por Mario Monicelli (1969)
- Scacco alla regina , dirigido por Pasquale Festa Campanile (1969)
- Il prof. dott. Guido Tersilli primario della clinica Villa Celeste convenzionata con le mutue, dirigido por Luciano Salce (1969)
- Inghilterra nuda, dirigido por Vittorio De Sisti (1969)
- I fratelli Karamazov - Sceneggiato televisivo (1969)
- Colpo rovente, dirigido por Piero Zuffi (1969)
- Camille 2000, dirigido por Radley Metzger (1969)
- Playgirl 70, dirigido por Federico Chentrens (1969)
- Fermate il mondo... voglio scendere!, dirigido por Giancarlo Cobelli (1970)
- Uomini contro, dirigido por Francesco Rosi (1970)
- Senza via d'uscita, dirigido por Piero Sciumè (1970)
- Il presidente del Borgorosso Football Club, dirigido por Luigi Filippo D'Amico (1970)
- Contestazione generale dirigido por Luigi Zampa (1970)
- Sezione narcotici (Puppet on a chain), dirigido por Geoffrey Reeve (1970)
- Bello, onesto, emigrato Australia sposerebbe compaesana illibata, dirigido por Luigi Zampa (1971)
- Il faro in capo al mondo, dirigido por Kevin Billington (1971)
- ...dopo di che, uccide il maschio e lo divora (Marta), dirigido por José Antonio Nieves Conde (1971)
- Il caso Mattei, dirigido por Francesco Rosi (1972)
- Mimì metallurgico ferito nell'onore, dirigido por Lina Wertmüller (1972)
- Lo scopone scientifico, dirigido por Luigi Comencini (1972)
- 7 cadaveri per Scotland Yard, dirigido por Josè Luis Madrid (1972)
- Il cadavere di Helen non mi dava pace (La casa de las muertas vivientes), dirigido por Alfonso Balcázar (1972)
- Attento gringo... è tornato Sabata! (Judas... ¡toma tus monedas!), dirigido por Alfonso Balcázar e Pedro Luis Ramírez (1972)
- Una colt in mano al diavolo, dirigido por Gianfranco Baldanello (1972)
- La volpe dalla coda di velluto, dirigido por Josè Maria Forque (1972)
- Il giustiziere di Dio, dirigido por Franco Lattanzi (1972)
- Anastasia mio fratello, dirigido por Steno (1973)
- Lucky Luciano, dirigido por Francesco Rosi (1973)
- Un modo di essere donna, dirigido por Pier Ludovico Pavoni (1973)
- Polvere di stelle, dirigido por Alberto Sordi (1973)
- Il bacio, dirigido por Mario Lanfranchi (1974)
- Travolti da un insolito destino nell'azzurro mare d'agosto, dirigido por Lina Wertmüller (1974)
- Finché c'è guerra c'è speranza, dirigido por Alberto Sordi (1974)
- Appassionata, dirigido por Gianluigi Calderone (1974)
- Cadaveri eccellenti, dirigido por Francesco Rosi (1976)
- Quelle strane occasioni, dirigido por Luigi Comencini, Nanni Loy e Luigi Magni (1976)
- Chi dice donna dice donna, dirigido por Tonino Cervi (1976)
- I vizi morbosi di una governante, dirigido por Filippo Walter Ratti (1977)
- Professor Kranz tedesco di Germania, dirigido por Luciano Salce (1978)
- Il testimone, dirigido por Jean-Pierre Mocky (1978)
- Cristo si è fermato a Eboli, dirigido por Francesco Rosi (1979)
- Riavanti... Marsch!, dirigido por Luciano Salce (1979)
- Il malato immaginario, dirigido por Tonino Cervi (1979)
- Rag. Arturo De Fanti, bancario precario, dirigido por Luciano Salce (1980)
- Io e Caterina, dirigido por Alberto Sordi (1980)
- Tre fratelli, dirigido por Francesco Rosi (1981)
- Io so che tu sai che io so, dirigido por Alberto Sordi (1982)
- In viaggio con papà, dirigido por Alberto Sordi (1982)
- Il tassinaro, dirigido por Alberto Sordi (1983)
- Tutti dentro, dirigido por Alberto Sordi (1984)
- Sono un fenomeno paranormale, dirigido por Sergio Corbucci (1985)
- Cronaca di una morte annunciata, dirigido por Francesco Rosi (1987)
- Un tassinaro a New York, dirigido por Alberto Sordi (1987)
- 12 registi per 12 città segmento "Genova", dirigido por Alberto Lattuada - documentario (1989)
- L'avaro, dirigido por Tonino Cervi (1989)
- Cattive ragazze, dirigido por Marina Ripa di Meana (1992)
- Assolto per aver commesso il fatto, dirigido por Alberto Sordi (1992)
- Nestore, l'ultima corsa, dirigido por Alberto Sordi (1994)
- Incontri proibiti, dirigido por Alberto Sordi (1998)
- Sara May, dirigido por Marianna Sciveres (2004)
- New York, dirigido por Alfonso Perugini (2015)